# Canada Line
De Canada Line is een van de drie metrolijnen van SkyTrain Vancouver in de Canadese stad Vancouver.
De lijn is 19,2 kilometer lang en bestaat uit zestien metrostations. De lijn verbindt het centrum van Vancouver met de internationale luchthaven en een voorstad, Richmond, het wordt geëxploiteerd door TransLink.

## Geschiedenis
De lijn werd gebouwd voor de Olympische Spelen van 2010. Door deze metroverbinding is het veel makkelijker om het centrum van de stad te bereiken. De bouw heeft 2 miljard Canadese dollar gekost en nam vier jaar in beslag. Deze lijn is gebouwd door de Canadese bouwer SNC-Lavalin, maar de treinstellen die speciaal voor deze lijn zijn gebouwd, komen van een dochterbedrijf van Hyundai genaamd Rotem.
Deze lijn is op 17 augustus 2009, drie maanden voor op schema, opgeleverd.